# Dittwar
Dittwar es uno de los siete barrios de Tauberbischofsheim en el Distrito de Meno-Tauber del estado de Baden-Wurtemberg en Alemania. Tiene una población de 693 habitantes.

## Geografía
Dittwar se encuentra a unos seis kilómetros al suroeste de Tauberbischofsheim en el valle de Muckbach.

## Monumentos y sitios de interés

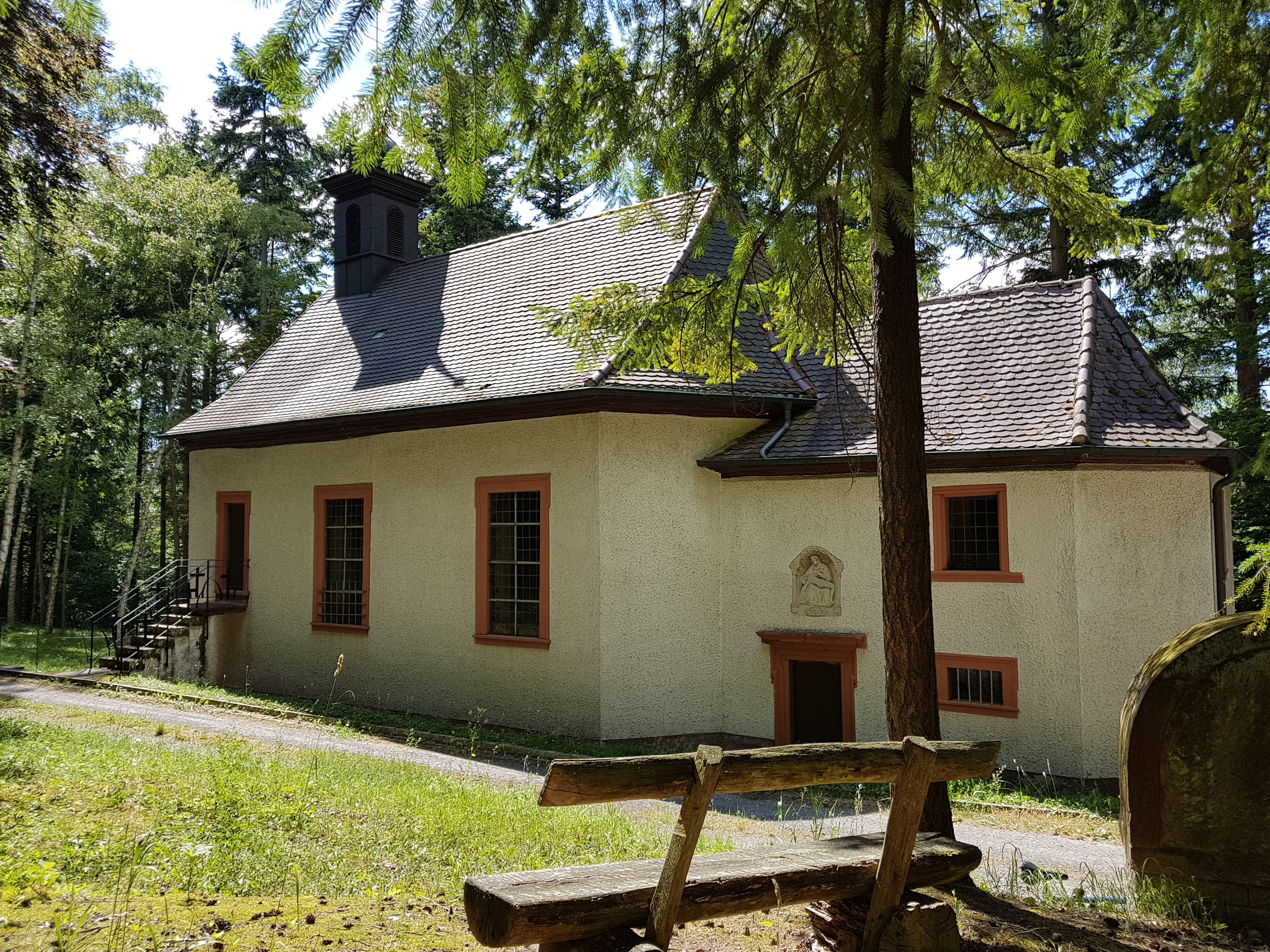
Kreuzkapelle am Kreuzhölzle (1683)
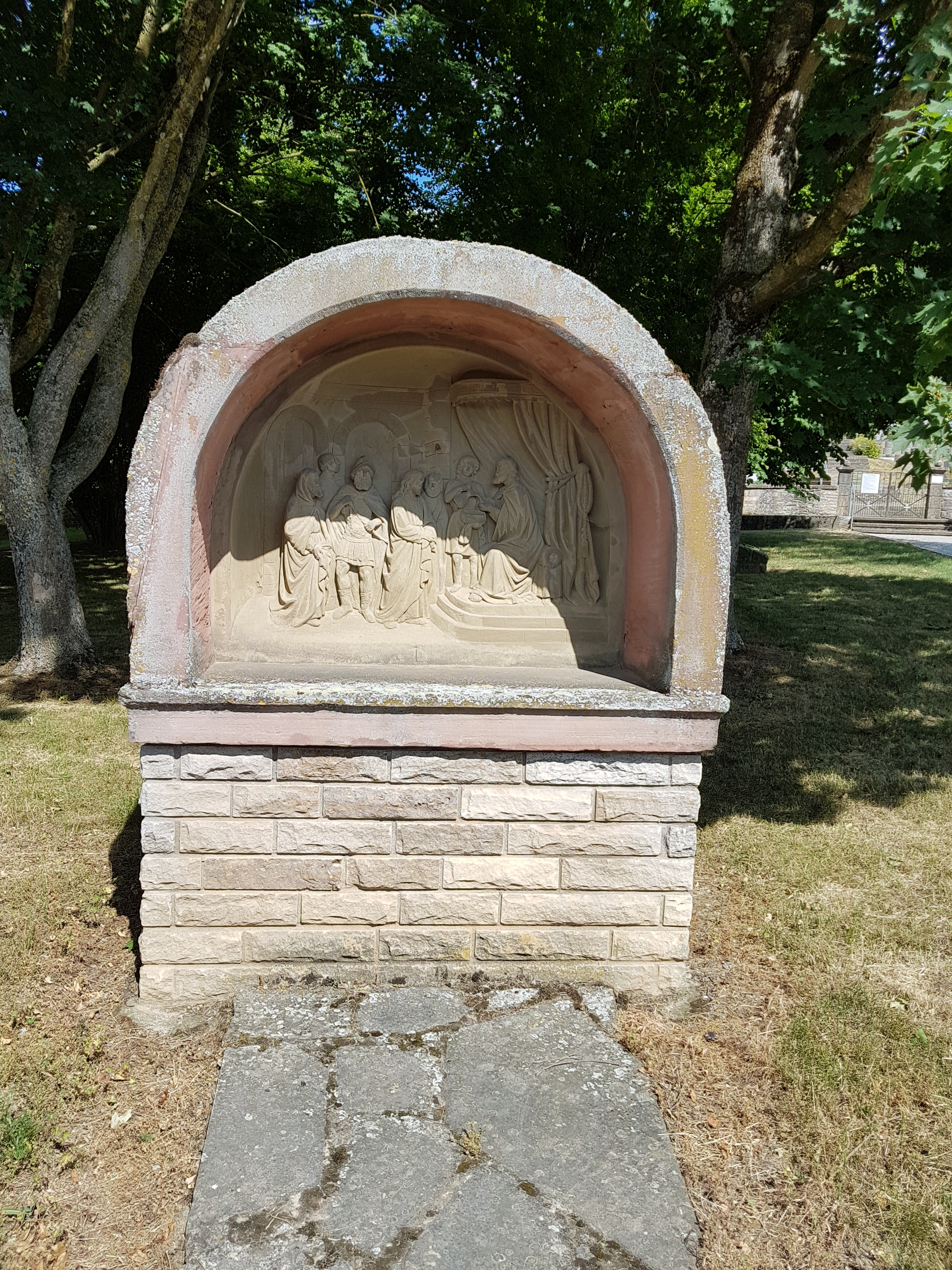
Kreuzweg (1747)
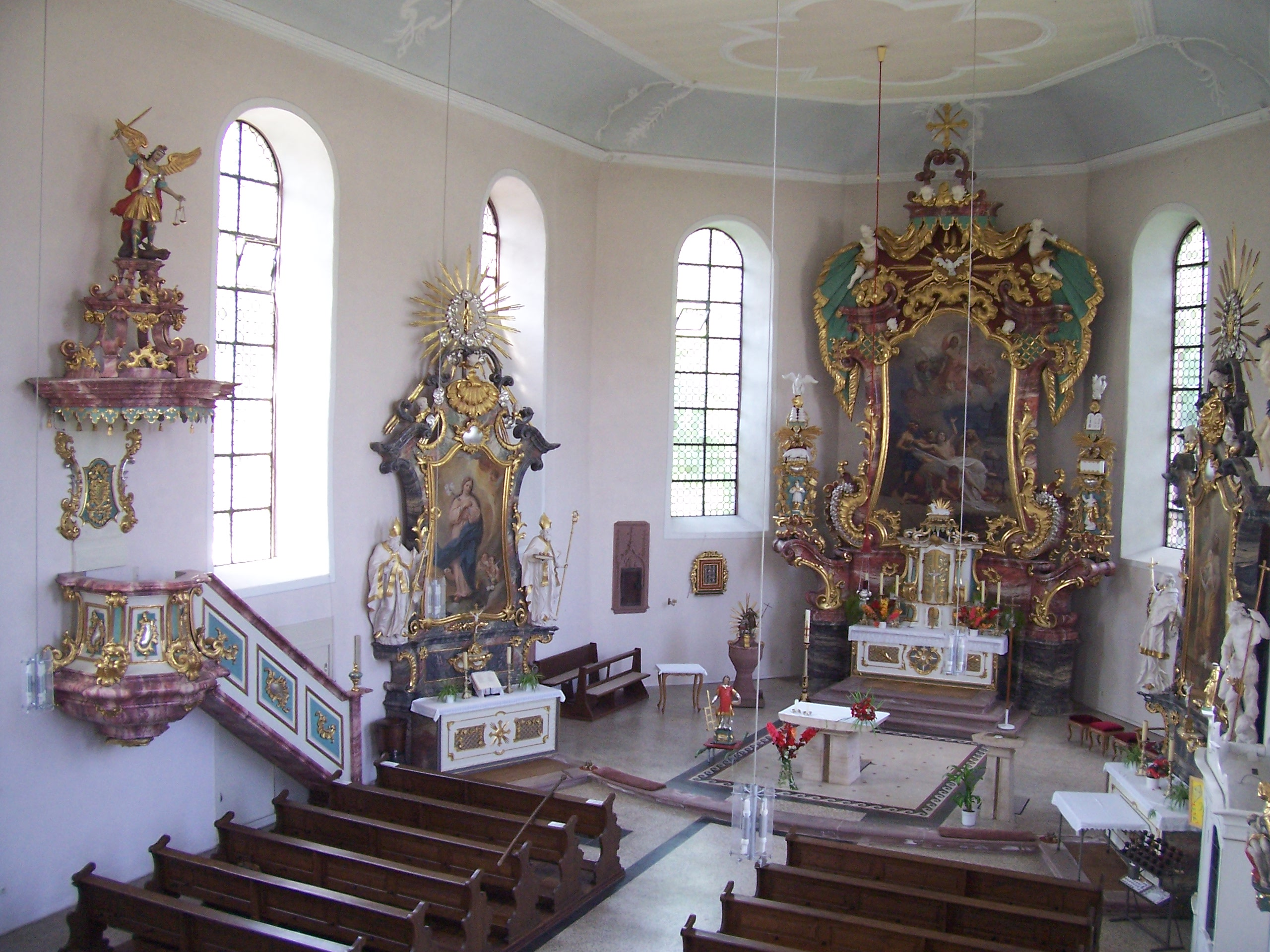
St. Laurentius (1754)
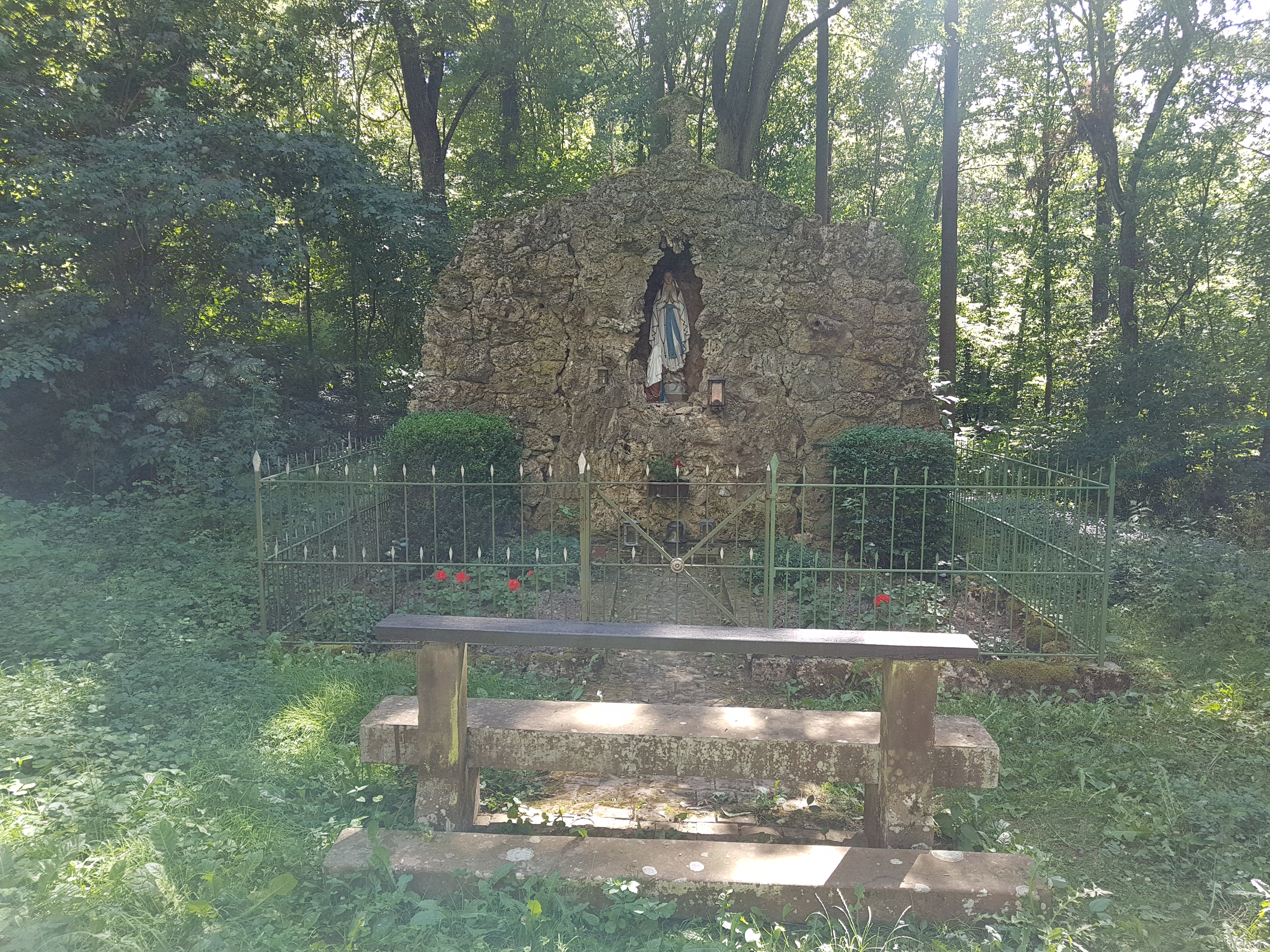
Mariengrotte (1790)